# Dríade
Na mitologia grega, as dríades (em grego:  Δρυάδες, Dryádes, de δρῦς, drýs, "carvalho") eram ninfas associadas aos carvalhos. As ninfas de outras árvores são chamadas de hamadríades. De acordo com uma antiga lenda, cada dríade nascia junto com uma determinada árvore, da qual ela exalava. A dríade vivia na árvore ou próxima a ela. Quando a sua árvore era cortada ou morta, a divindade também morria. Os deuses frequentemente puniam quem destruía tal árvore.

A dríade, de Evelyn De Morgan.

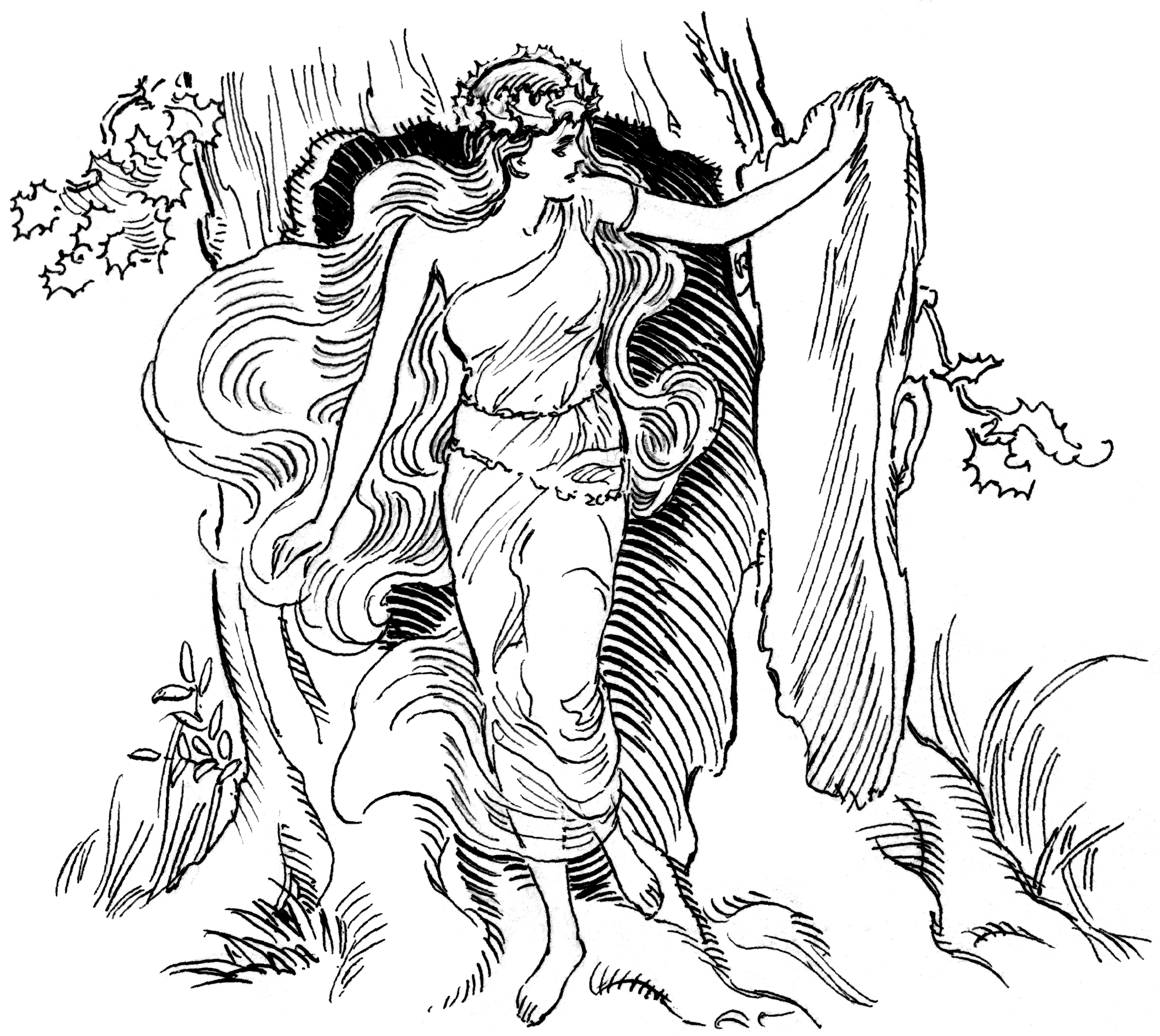
Desenho de uma dríade em sua árvore

A palavra dríade é também usada num sentido geral para as ninfas que viviam na floresta, embora as alseídes também sejam ninfas associadas aos bosques e florestas.
Na mitologia romana, havia ninfas dos bosques de carvalho, chamadas querquetulanas (querquetulanae) ou querquetulanae virae (mulheres do bosque de carvalho), sendo portanto assemelhadas às dríades gregas, embora suas origens remotas sugiram que se trate de um mito originariamente romano, e não de uma incorporação grega. Tais ninfas eram responsáveis por produzir o crescimento das folhagens dessas árvores. Seu nome deriva do termo latino para carvalhal, querquetum, que por sua vez deriva da palavra quercum, carvalho. De acordo com Festo, acreditava-se que em Roma já houvera um carvalhal dentro da cidade, na entrada da Porta Querquetulana, situada na Muralha Serviana; era o bosque sagrado das querquetulanas, cujo reverdescer anual era efetuado por elas.

## Referências Culturais e Geográficas

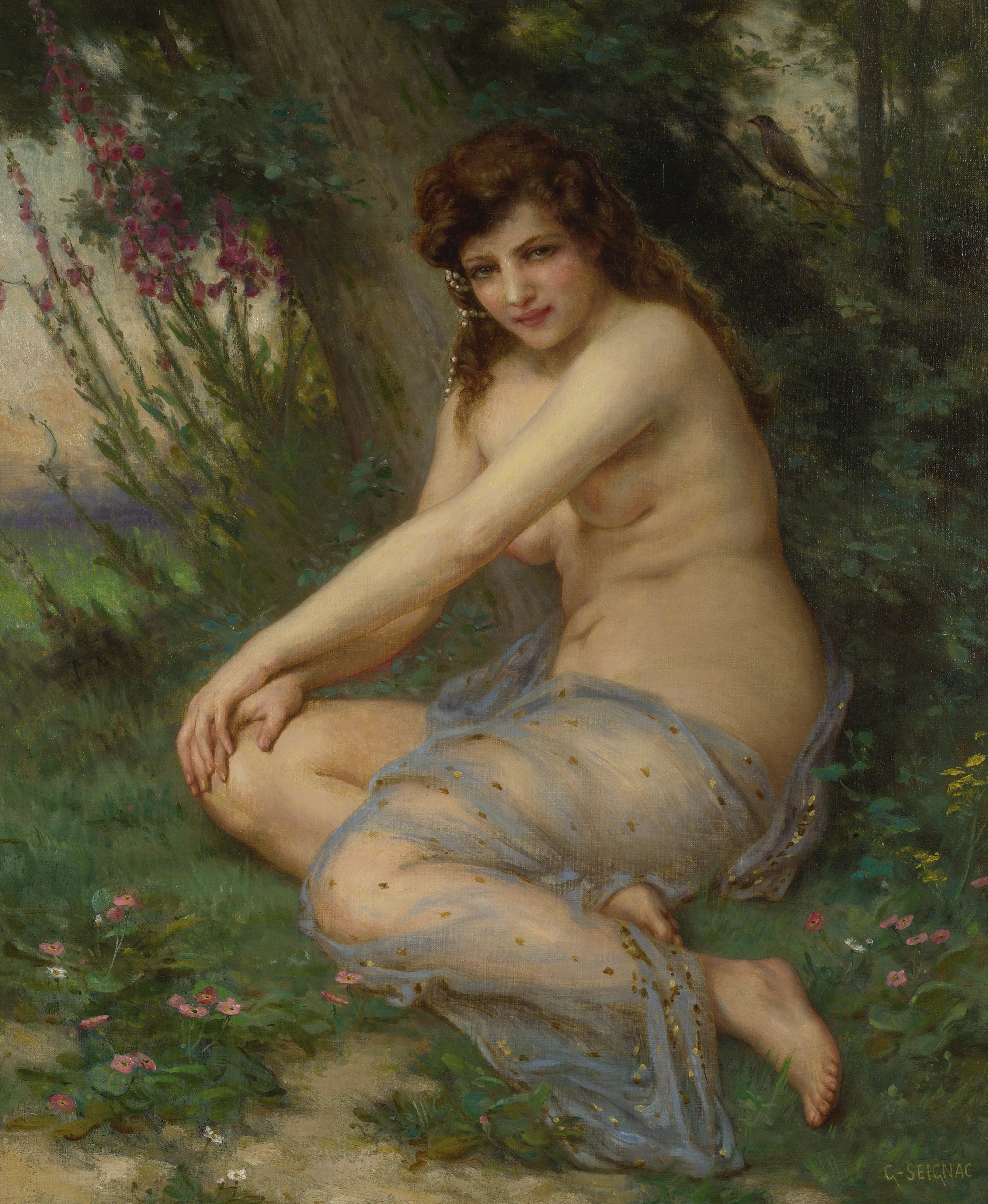
A ninfa da floresta (La nymphe de la forêt), de Guillaume Seignac (1870-1924).